# Perdiz-malgaxe
A perdiz-malgaxe (Margaroperdix madagarensis) é uma espécie de ave da família Phasianidae.
Apenas pode ser encontrada em Madagáscar.
Os seus habitats naturais são: florestas subtropicais ou tropicais húmidas de baixa altitude e regiões subtropicais ou tropicais húmidas de alta altitude.